# سعاد خليل
سعاد فرج شتوان هو اسمها الحقيقي، وتعرف على الساحة الفنية والأدبية الليبية باسم سعاد خليل، هي ممثلة ومسرحية ومترجمة  ليبية. بدأت حياتها المسرحية منذ ما يزيد عن 50 سنة على مسرح مدرسة إيطالية بمدينة بنغازي. تتقن اللغات الإيطالية والإنجليزية والفرنسية تقوم بترجمة محاضرات عن الآثار والموسيقى وتنشرها عبر صفحات المجلات والصحف الليبية، وكذلك مجلة نون المصرية ومجلة الثقافية العربية، بالإضافة لكونها قد عملت بركن الأطفال في الإذاعة المرئية الليبية. كما أنها أقامت عدة معارض في مدينة فيرونا الإيطالية، ونظمت ندوات للشعر العربي في إيطاليا، ونظمت معارض للفن التشكيلي الليبي، وعرَّفت المتابعين من الإيطاليين بالفن التشكيلي الليبي ضمن مؤسسين الإذاعة الأوروبية بعد 17 فبراير، والتي تبث باللغات الفرنسية والايطالية والإنجليزية في مدينة بنغازي.

## الجوائز والاعمال

### المهرجانات المحلية والدولية

#### المهرجانات المحلية
- المهرجان الوطني السادس للفنون المسرحية: طرابلس 1995
- المهرجان الوطني السابع للفنون المسرحية: طرابلس 1997
- المهرجان الوطني الثامن للفنون المسرحية: طرابلس 1999
- المهرجان الوطني التاسع للفنون المسرحية طرابلس 2006
- التظاهرة المسرحية الأولي بنغازي 2006
- المهرجان الوطني العاشر للفنون المسرحية بنغازي 2007
- المهرجان الوطني الحادي عشر للفنون المسرحية الجبل الأخضر 2008

#### المشاركات العربية
- المهرجان العلمي الأول القاهرة 1994
- مهرجان المغرب العربي الدورة الثانية مكناس 2006
- مهرجان تطوان للأعمال المسرحية تطوان المغرب 2006
- مهرجان عامر التونسي صفاقص تونس 2008
- مهرجان المونودراما اللاديقية سوريا 2008
- مهرجان الهيئة العربية للمسرح القاهرة 2009
- مهرجان المسرح الحر بعمان 2009
- مهرجان المنتدي ألمغاربي للحلقة الشعبية 2010
- سيدي بن عباس الجزائر
- المهرجان الدولي للمسرح المحترف بمدينة فأس المغرب 2010
- المهرجان الدولي للمسرح المحترف الجزائر 2010
- مهرجان دمشق الدولي سوريا 2010
- مهرجان أيام قرطاج المسرحية الدولي 2012
- مهرجان عامر التونسي لمسرح الهواة2012
- مهرجان ارفود الدولي ارفود المغرب 2013
- المهرجان المغاربي للمسرح الشعبي الدار البيضاء 2013
- مهرجان الخنيفرة الاحترافي للمثل الفرد المغرب 2013
- مهرجان بجايا الدولي للمسرح: الجزائر 2013
- مهرجان المسرح الدولي، مدينة فكيك المغرب 2014
- مهرجان مرا مدينة تونس 2014
- مهرجان الربيع العربي بالمانيا مدينة هانوفر 2014
- رئيس لجنة تحكيم: مهرجان عامر التونسي الدولي بصفاقس: تونس
- رئيس لجنة تحكيم مهرجان سلا الدولي الرباط – المغرب
- مهرجان بجايا الدولي بالجزائر 2013
- مهرجان صور الدولي للمسرح – لبنان 2014
- رئيس لجنة تحكيم مهرجان صور الدولي لبنان 2015

#### الجوائز
- جائزة أفضل ممثلة المهرجان الوطني السادس طرابلس 1995
- جائزة أفضل ممثلة المهرجان الوطني السابع طرابلس 1997
- جائزة أفضل ممثلة ثانية المهرجان الوطني الثامن طرابلس 1999
- جائزة العرض المتكامل المهرجان الوطني التاسع طرابلس 2006
- جائزة أفضل ممثلة المهرجان الوطني العاشر بنغازي 2007
- جائزة السنبلة الذهبية أفضل ممثلة مهرجان المنتدي ألمغاربي للحلقة الشعبية سيدي بن عباس (الجزائر). مسرحية صبايا أولاد اهلال 2010
- جائزة الدولة للأعمال المسرحية المتميزة 2010
- جائزة أفضل ممثلة مهرجان ارفود الدولي المغرب 2013
- جائزة أفضل ممثلة المهرجان المغاربي للمسرح الشعبي الدار البيضاء المغرب 2013
- جائزة أفضل ممثلة مهرجان صور الدولي لبنان 2014

## أعمالها

### في الراديو
- مرشد اجتماعي
- من حياة الناس
- رمضان في رمضان
- الدايخ صائم
- يوميات مخلوف
- برامج اجتماعية للاسرة
- برامج علي الهواء في الإذاعة المحلية
- شعبيات
- ترجمات بث لمدة 9 سنوات

### في التلفزيون
- علم و خبر
- سهيل أكاديمي
- و اعدلوا
- الأقدار
- عزيزة
- الندم
- أجار لا تموت
- عفيفة الحياة
- الحاجة مدللة
- الحياة

### في المسرح
- حنين الليل - تحصلت فيها على جائزة أفضل ممثلة
- طاجين ليلة صيف
- شابن اهدوب الليل تحصلت علي جائزة أفضل ممثلة
- اللعب علي حجم الصدفة تحصلت علي جائزة أفضل ممثلة
- حنين الليل تحصلت علي جائزة أفضل ممثلة
- صبايا أولاد اهلال، تحصلت علي جائزة السنبلة الذهبية من مهرجان سيدي بن عباس الجزائر

## الجوائز
- تم تكريمها في مهرجان صور الدولي للمسرح سنة 2014، وأهديت جائزة اليسار تقديرا لمسيرتها المسرحية (واليسار هي ملكة فينيقية من صور).

## وصلات خارجية
- سعاد خليل - مدونة أرض الزهر و الحنة